# Райхенау (остров)
Вижте пояснителната страница за други значения на Райхенау.
Райхенау (на немски: Reichenau) е най-големият остров в Боденско езеро в окръг Констанц в Баден-Вюртемберг, Германия. От 2000 г. заедно с манастир Райхенау е в списъка на световното наследство на ЮНЕСКО. Островът има дължина 4,5 km, ширина 1,6 km и площ 4,3 km². На острова живеят 3203 жители (2008 г.).
Островът е известен с бенедиктинския манастир, създаден през 724 г. В Рейхенау са писани илюстрирани ръкописи през 10-11 век. С него е свързана мисионерската дейност на Кирил и Методий в Източна Европа.